# Reuilly (Weinbaugebiet)
Das Weinbaugebiet Reuilly  liegt in Zentralfrankreich in der Weinbau-Region Loire in der Verlängerung der Appellationen Pouilly-Fumé, Sancerre, Menetou-Salon und Quincy ca. 70 km von der Loire entfernt. Die Weinberge verteilen sich auf die sieben Gemeinden Reuilly, Diou, Lazenay, Chéry, Lury, Cerbois und Preuilly und liegen somit in den Départements Indre und Cher. Die Rebflächen liegen in unmittelbarer Nachbarschaft zur Appellation Quincy am Ufer des Flusses Cher, des Théols und des Arnon, einem Nebenfluss der Cher, auf halbem Weg zwischen den Städten Vierzon und Issoudun.
Der Boden besteht aus einem Kalksteinsockel aus dem Erdzeitalter des Kimmeridgium, der von Sand-Kiesablagerungen aus dem Pliozän überdeckt wird. Die Stärke des Mutterbodens ist mit ca. 20–25 cm recht gering.
Von den insgesamt 600 Hektar anerkannten Reblands sind zurzeit 191 Hektar bestockt. 92 Hektar davon sind dem Sauvignon Blanc, 61 Hektar dem Pinot Noir und 28 Hektar dem Pinot Gris zugeteilt.
Der Weißwein wird sortenrein aus Sauvignon Blanc gekeltert. Die Vorschrift verlangt, dass der Most mindestens 153 g Zucker pro Liter enthält (siehe Mostgewicht). Nach der Gärung muss der Mindestalkoholgehalt im Wein 10,5 Vol.-% betragen. Die Erntebeschränkung liegt bei 60 Hektoliter/Hektar für Weißweine und bei 55 hl/ha für Rosé- und Rotweine.
Der Rotwein und der Roséwein werden aus den Rebsorten Pinot Noir und Pinot Gris verschnitten. Die Vorschrift verlangt, dass der Most mindestens 162 g Zucker pro Liter enthält. Nach der Gärung muss der Mindestalkoholgehalt im Wein 10,0 Vol.-% betragen. Die Erntebeschränkung liegt bei 55 Hektoliter/Hektar. Der Roséwein wird sowohl klassisch als auch mit dem Saignée-Verfahren hergestellt.
Für seine Weißweine erhielt Reuilly am 29. September 1937 den Status einer Appellation d’Origine Contrôlée (AOC), am 24. August 1961 erfolgte die Anerkennung als AOC auch für die Rot- und Roséweine.

## Geschichte
Der Weinbau in Reuilly wird schriftlich zum ersten Mal im 9. Jahrhundert erwähnt. In diesem Dokument wird erklärt, dass Reuilly von König Dagobert I. mit seinen Ländereien, Wäldern und Weinfeldern der Abtei Saint-Denis vermacht wurde.